# Comunistes de Rússia
Comunistes de Rússia (en rus: Коммунисты России, Kommunisty Rossii) és un partit marxista leninista, fundat al 2009 i registrat al 2012. En les eleccions regionals del mateix any va rebre al voltant del 3% dels vots i va aconseguir dos representants en el parlament de la República de Jakasia, on va superar el 7% dels sufragis. En les eleccions legislatives de 2016, el partit es va posicionar com la cinquena força política, la qual cosa va representar al 2,27% del total de sufragis a nivell nacional, encara que sense aconseguir superar el llindar electoral del 5% per a ingressar a la Duma. Al 2021 però, van reduir els suports al 1.27%, aconseguint l'octava posició.
El partit es proclama com a principal alternativa d'esquerres al Partit Comunista de la Federació Russa, a la qual acusa de reformista, d'haver abandonat el marxisme i de ser un partit molt envellit.
Entre les propostes que va presentar la plataforma política al 2016 es trobaven la prohibició constitucional d'elevar l'edat jubilatoria, reduir el cost dels aliments, incrementar els salaris i les pensions, l'oposició a qualsevol intent d'imposar a la societat idees religioses, estatizar les grans empreses, introduir la pena capital i restaurar l'statu quo de la Unió Soviètica.
El 18 de març de 2022 es va dur a terme un congrés extraordinari del partit, en el qual es va escollir al nou president del Comitè Central del partit, Serguei Alexandrovich Malinkovich.

## Crítiques
Al juny de 2015, el Partit Comunista de la Federació Russa va presentar una demanda davant el Tribunal d'Arbitratge de Moscou contra el partit perquè deixés d'utilitzar el nom, al·legant la seva excessiva similitud. L'11 de juliol de 2016, el tribunal va desestimar aquesta demanda. A l'abril de 2016, el Partit Comunista de la Federació Russa també va acusar la plataforma electoral dels Comunistes de Rússia, titulada "Deu cops estalinistes al capitalisme", de copiar la seva, titulada "Les deu tesis de Ziugánov per a treure al país de la crisi".
Per l'altra cantó, des d'organitzacions d'esquerra radical del país com ROT Front o el Front d'Esquerres acusen el partit de ser un artefacte del Kremlin i perjudicar electoralment altres opcions veritablement revolucionàries (efecte spoiler).

## Resultats electorals

### Eleccions presidencials
| Any  | Candidat           | 1a volta | 1a volta | 2a volta | 2a volta | Resultat |
| Any  | Candidat           | Vots     | %        | Vots     | %        | Resultat |
| ---- | ------------------ | -------- | -------- | -------- | -------- | -------- |
| 2018 | Maxim Suraykin     | 499,342  | 0.68     |          |          | Derrota  |
| 2024 | Sergey Malinkovich | -        | -        | -        | -        | -        |

### Eleccions legislatives
| Any  | Líder          | Resultats | Resultats | Resultats | Resultats | Pos. | Govern            |
| Any  | Líder          | Votes     | %         | Escons    | +/–       | Pos. | Govern            |
| ---- | -------------- | --------- | --------- | --------- | --------- | ---- | ----------------- |
| 2016 | Maxim Suraykin | 1,192,595 | 2.27      | 0 / 450   | Nou       | 5è   | Extraparlamentari |
| 2021 | Maxim Suraykin | 715,685   | 1.27      | 0 / 450   | =         | 8è   | Extraparlamentari |